# Пејнтсвил (Кентаки)
Пејнттсвил (енгл. Paintsville) град је у америчкој савезној држави Кентаки.

## Демографија
По попису из 2010. године број становника је 3.459, што је 673 (-16,3%) становника мање него 2000. године.
| Група             | 2000.         | 2010.         |
| Белци             | 4.015 (97,2%) | 3.390 (98,0%) |
| Афроамериканци    | 27 (0,7%)     | 5 (0,1%)      |
| Азијати           | 25 (0,6%)     | 9 (0,3%)      |
| Хиспаноамериканци | 31 (0,8%)     | 13 (0,4%)     |
| Укупно            | 4.132         | 3.459         |